# Fuck
Fuck (thô tục: nghĩa đen: địt, đụ, lồn) là một từ thô tục trong tiếng Anh, ý chỉ việc quan hệ tình dục theo nghĩa đen. Fuck thường được sử dụng trong những câu chửi thề, với hàm ý khinh bỉ hay xúc phạm. Nguồn gốc của từ này vẫn còn chưa rõ, nhưng nhiều thông tin cho rằng nó bắt đầu xuất hiện từ khoảng năm 1475 hoặc trước đó. Trong văn hóa đại chúng hiện đại, fuck và các từ phái sinh của nó (như "fucker" và "fucking") có thể được dùng như danh từ, động từ, tính từ, trạng từ hay thán từ. Bên cạnh đó, fuck cũng được thấy trong nhiều dạng từ kết hợp như "motherfucker", "fuckwit" hay "fucknut".

## Xúc phạm
Từ này được coi là tục tĩu nhưng thường được sử dụng trong nhiều tình huống không chính thức và quen thuộc.
Không rõ liệu từ này luôn bị coi là thô tục hay không, nếu không, khi nó lần đầu tiên được sử dụng để mô tả (thường là trong một thái độ cực kỳ tức giận, thù địch hoặc hiếu chiến) hoặc những người theo cách cố ý xúc phạm, chẳng hạn như trong thuật ngữ Motherfucker, một trong những cách sử dụng phổ biến hơn ở một số nơi trong thế giới nói tiếng Anh. Một số quốc gia nói tiếng Anh kiểm duyệt nó trên truyền hình và đài phát thanh. Nghiên cứu năm 2000 của Andrea Millwood Hargrave về thái độ của công chúng Anh cho thấy rằng fuck được coi là từ thô tục nặng thứ ba và motherfucker - từ phái sinh của nó xếp thứ hai. Cunt được coi là từ xúc phạm nghiêm trọng nhất.
Tuy nhiên, từ này ngày càng trở nên ít thô tục hơn và được chấp nhận công khai hơn, một ví dụ về " guồng quay của ngôn ngữ xúc phạm", trong đó những lời thô tục trước đây trở nên không còn mang tính xúc phạm và được dùng phổ biến. Theo nhà ngôn ngữ học Pamela Hobbs, "mặc dù việc sử dụng công cộng ngày càng tăng, các mô hình văn hóa bền bỉ cho thấy niềm tin của chúng ta về bản chất của tình dục và các hành vi tình dục giữ nguyên trạng của nó như một lời nói xấu xa tiếp tục truyền cảm hứng cho sự phẫn nộ về đạo đức." Hobbs xem xét người dùng thay vì sử dụng từ và phân chia người dùng thành 'người không sử dụng', với từ "gợi lên ý nghĩa tình dục cốt lõi và hình ảnh tình dục có liên quan thúc đẩy điều cấm kỵ" và 'người dùng' mà "sử dụng phép ẩn dụ của từ fuck không gợi lên hình ảnh của quan hệ tình dục nữa, giống như câu nói của đứa trẻ 10 tuổi 'Mẹ tôi sẽ giết tôi nếu bà phát hiện ra tôi nói dối' không gợi lên những hình ảnh giết người".
Do mức độ sử dụng từ này ngày càng tăng trong diễn đàn công cộng, năm 2005, từ này lần đầu tiên được đưa vào như một trong ba từ thô tục trong Hướng dẫn chính tả và báo chí chính tả của Báo chí Canada. Các nhà báo được khuyên không nên kiểm duyệt từ này nhưng hãy sử dụng nó một cách tiết kiệm và chỉ khi việc dùng nó là điều cần thiết cho câu chuyện.

## Từ nguyên
Từ điển tiếng Anh Oxford nói rằng từ nguyên tận cùng là không chắc chắn, nhưng từ này là "có lẽ cùng nguồn gốc" với một số Đức từ với ý nghĩa liên quan đến ấn tượng, cọ xát và quan hệ tình dục hoặc là dẫn xuất của từ tiếng Pháp cổ.